# (500525) 2012 TU308
(500525) 2012 TU308 es un asteroide perteneciente a asteroides que cruzan la órbita de Marte, descubierto el 24 de septiembre de 2012 por el equipo del Mount Lemmon Survey desde el Observatorio del Monte Lemmon, Arizona, Estados Unidos.

## Designación y nombre
Designado provisionalmente como 2012 TU308.

## Características orbitales
2012 TU308 está situado a una distancia media del Sol de 1,869 ua, pudiendo alejarse hasta 2,075 ua y acercarse hasta 1,662 ua. Su excentricidad es 0,110 y la inclinación orbital 22,34 grados. Emplea 933,480 días en completar una órbita alrededor del Sol.

## Características físicas
La magnitud absoluta de 2012 TU308 es 19. 